# Glande endocrine
Une glande endocrine est une glande interne qui sécrète des hormones dans la circulation sanguine directement, plutôt que via un canal comme une glande exocrine. Ces hormones exercent alors leur action spécifique sur des organes cellules ou récepteur distants. On trouve des glandes endocrines chez la plupart des animaux, y compris chez les invertébrés.
Les hormones agissent comme des sortes de messagers biochimiques, régulant de nombreuses fonctions de l'organisme telles que la croissance et le développement, la différenciation sexuelle, la reproduction, le métabolisme, la pression artérielle, la glycémie et assure l'homéostasie de nombreux paramètres corporels.

## Fonctionnement du système endocrinien
Les animaux possèdent, en plus du système immunitaire, deux grands réseaux de communications internes : le système nerveux et le système endocrinien. L'appareil endocrinien transmet ses messages grâce à la sécrétion des hormones, généralement des peptides ou des protéines, tandis que le système nerveux utilise les neurones, qui libèrent des neurotransmetteurs dans les synapses pour transmettre l'influx nerveux à d'autres neurones. Mais ces deux systèmes ont des inter-relations profondes, puisque certains neurones synthétisent également des peptides, appelés neuropeptides, qui sont alors libérés dans la circulation sanguine : par exemple, chez les mammifères, les fibres nerveuses hypothalamiques à somatostatine ou à hormone thyréotrope (TRH) libèrent dans l'éminence médiane leurs produits de sécrétion, qui atteignent l'hypophyse antérieure par l'intermédiaire des vaisseaux du système porte hypothalamo-hypophysaire.
Les épithéliums glandulaires endocrines peuvent être sous forme :
- de glandes endocrines bien individualisées (exemple : thyroïde, hypophyse, testicules, ovaires…) ;
- d'amas de cellules endocrines (exemple : îlots de Langerhans du pancréas, cellules de Leydig des testicules) ;
- dispersée, diffuse, au sein d'autres organes (exemple : cellules endocrines du tube digestif, comme les cellules à gastrine de l'estomac, les cellules à sécrétine du duodénum, ou les cellules à glicentine du côlon).

Certaines glandes sont amphicrines, c'est-à-dire qu'elles sont à la fois endocrines et exocrines, comme les gonades (testicules et ovaires) ou le pancréas, sécrétant vers le milieu extérieur, généralement par l'intermédiaire de canaux excréteurs.
Chez les mammifères, les glandes endocrines pures sont la thyroïde, les parathyroïdes, les surrénales, l'hypophyse, la glande pinéale (ou épiphyse). Chez les arthropodes, on peut citer la glande de mue.
Enfin, d'autres organes peuvent également jouer un certain rôle endocrine : par exemple, les cellules de la graisse (ou adipocytes) sécrètent de la leptine ; les ovaires et les testicules produisent naturellement les gamètes, mais ils ont également une fonction endocrine.
Pendant la grossesse, le placenta joue également le rôle d'une glande endocrine ; il devient le principal producteur d'hormones stéroïdes. Les hormones produites par ces glandes peuvent être des peptides (par exemple la TRH) ou des protéines (par exemple l'insuline) ; des stéroïdes comme l'œstrogène, la progestérone et la testostérone ; ou des dérivés d'acides aminés comme les hormones thyroïdiennes.

## Principales glandes endocrines chez les vertébrés
- Hypothalamus
- Hypophyse
- Surrénale
- Thyroïde
- Ovaire ou testicule
- Parathyroïde
- Thymus
- Pancréas
- Glande pinéale

## Principales glandes endocrines chez les invertébrés (arthropodes)
- Glande de mue
- Ovaire ou testicule
- Complexe allato-cardiaque